# Hailey Langland
Hailey Langland (Irvine, 2 de agosto de 2000) es una deportista estadounidense que compite en snowboard, especialista en la prueba de slopestyle.
Consiguió tres medallas en los X Games de Invierno. Participó en los Juegos Olímpicos de Pyeongchang 2018, ocupando el sexto lugar en el slopestyle.

## Medallero internacional
| \| X Games de Invierno \| X Games de Invierno \| X Games de Invierno \| X Games de Invierno \| \| Año \| Lugar \| Medalla \| Prueba \| \| ------------------- \| ---------------------- \| ------------------- \| ------------------- \| \| 2016 \| Aspen (Estados Unidos) \| Medalla de bronce \| Slopestyle \| \| 2017 \| Aspen (Estados Unidos) \| Medalla de oro \| Big air \| \| 2019 \| Aspen (Estados Unidos) \| Medalla de plata \| Slopestyle \| |                        |                   |            |
| X Games de Invierno |                        |                   |            |
| Año | Lugar                  | Medalla           | Prueba     |
| 2016 | Aspen (Estados Unidos) | Medalla de bronce | Slopestyle |
| 2017 | Aspen (Estados Unidos) | Medalla de oro    | Big air    |
| 2019 | Aspen (Estados Unidos) | Medalla de plata  | Slopestyle |